# 申光淳
申 光淳（シン・グァンスン、朝鮮語: 신광순、1931年1月10日 - 1997年6月16日）は、大韓民国の政治家。第8・9・10代韓国国会議員。
本貫は平山申氏。妻は元国会議員の金鳳煥の妻の妹である。

## 経歴
日本統治時代の慶尚北道で現在の安東市出身。1954年にソウル大学校文理科大学政治学科を卒業、その後同校大学院政治学科修了。1987年に韓国外国語大学校大学院国際関係研究学科で博士学位を取得した。
1971年に国会議員に初当選し3期務めたほか、1960年に国会議長秘書官、1963年から1968年までに民主共和党企画局長、組織部次長、慶尚北道支部事務局長、1968年から1970年までに中央党総務部長、中央党組織部長、1972年に党付設新世代問題研究会会長、1973年に事務次長を歴任した。維新政友会入会後は1976年に維新政友会青少年問題研究委員会委員長、1977年に中央青少年対策委員企画調整室長を務め、1979年に維新政友会企画調整室長を務めた。国会議員退任後は1981年に国民党党務委員、1987年に韓国外国語大学校講師を歴任した。他に湖南肥料管理理事などを務めた。自宅にて肺癌により77歳で死去した。